# Aéroport international de Damas
L'aéroport international de Damas (en arabe : مطار دمشق الدولي (Matar Dimashq al-Dawly)) (code IATA : DAM • code OACI : OSDI), aussi connu sous le nom d'aéroport de Damas-Jdaydet Alkhas, est un aéroport international desservant la ville de Damas, capitale de la Syrie. Ouvert depuis le milieu des années 1970, c'est le plus grand aéroport du pays. Il est destiné pour des vols vers l'Europe, l'Asie, le Moyen-Orient, l'Afrique et l'Amérique latine.

## Historique

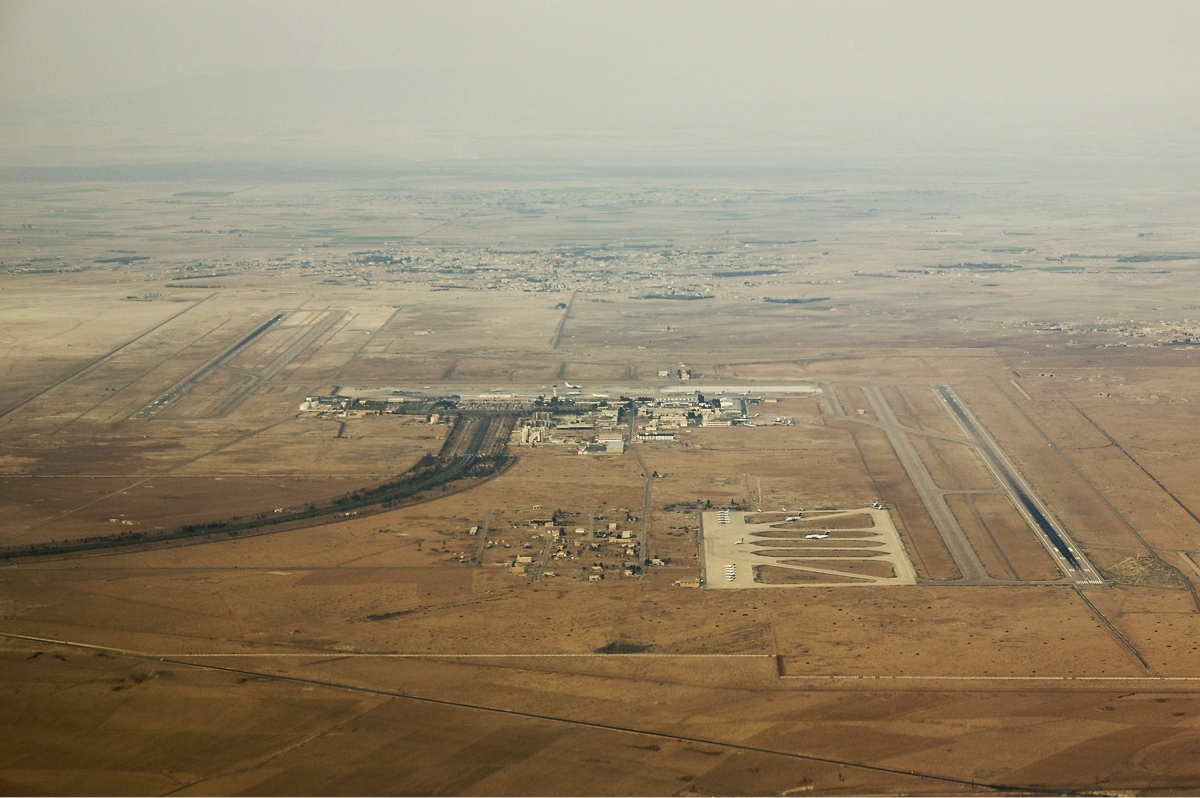
Vue aérienne de l'aéroport en 2009.

La construction de l'aéroport est confiée en 1965 à un groupement d'entreprises françaises (SCB, CSF, Spie et Cegelec), avec pour chef de file la SCB.
Depuis le début de la guerre civile syrienne en 2011, l'aéroport est toujours en activité, mais celui-ci et la route qui y conduit ont été fermés par intermittence et la plupart des compagnies aériennes internationales ont cessé leurs vols vers Damas.
Plusieurs compagnies aériennes telles que Emirates et EgyptAir, qui assuraient auparavant des vols réguliers vers la capitale syrienne, ont annulé leurs vols à destination de l'aéroport damascène. C'est également le cas pour British Airways en mai 2012, ainsi que Royal Jordanian qui a interrompu ses vols vers la capitale syrienne en juillet 2012.

## Installations
En 2008, 3,8 millions de passagers ont transité par cet aéroport, ce qui correspond à une hausse de plus de 50 % par rapport à 2004. Pour 2009, c'est 4,4 millions de passagers qui ont transité dans l'ensemble des aéroports syriens. C'est un aéroport civil et militaire ainsi que la principale plate-forme de correspondance des compagnies syriennes Syrian Arab Airlines, Cham Wings Airlines et FlyDamas. La partie militaire au sud de l'aéroport dispose de hangars renforcés pour les avions de l'armée.
Situé à 30 km au sud-est de Damas, l'installation est reliée à la ville par une autoroute. Un bus navette fait la liaison entre le centre-ville et l'aéroport toutes les demi-heures. La construction d'une ligne ferroviaire et d'une gare terminus avec un centre commercial à l'aéroport est en projet pour le relier à la gare du Hedjaz.
L'aéroport est d'architecture islamique, et possède deux terminaux, l'un pour les vols internationaux et l'autre pour les vols nationaux. La construction d'un troisième terminal est en projet mais sa construction a été repoussée en raison des événements de la guerre civile, celui-ci devrait permettre d'augmenter la capacité de l'aéroport à 16 millions de passagers par an.
Il existe deux points de vente hors taxes. Le hall des départs comprend également un café, plusieurs boutiques de souvenirs, trois restaurants et un salon pour les passagers en première classe et en classe affaires.

## Compagnies et destinations
| Compagnies        | Destinations |
| ----------------- | --- |
| Air Arabia        | Charjah |
| Air Mediterranean | En saison charter : Athènes E.-Venizélos |
| AJet              | Ankara Esenboğa, Istanbul-S. Gökçen |
| Dan Air           | Bucarest-H. Coandă |
| Emirates          | Dubaï |
| Fly Cham          | - Abou Dabi, - Bagdad, - Charjah, - Dubaï Al Maktoum, - Dubaï, - Erbil, - Koweït, - Mascate                                                             |
| Flydubai          | Dubaï |
| Flynas            | Djeddah - Roi-Abdelaziz, Riyad-roi Khaled |
| Jazeera Airways   | Koweït |
| Qatar Airways     | Doha-Hamad |
| Royal Jordanian   | Amman-Reine-Alia |
| Syrian Air        | - Abou Dabi, - Charjah, - Dammam-roi Fahd, - Djeddah - Roi-Abdelaziz, - Doha-Hamad, - Dubaï, - Istanbul, - Koweït, - Riyad-roi Khaled, - Tripoli-Mitiga |
| Turkish Airlines  | Istanbul |

### Compagnies ayant cessé leurs vols
Les compagnies aériennes étrangères ont réduit leur présence en raison de l'instabilité politique lors la guerre civile syrienne. La plupart de ces compagnies ont cessé leurs activités en Syrie en 2012.
- Aeroflot
- Air France
- Air India
- Austrian Airlines
- British Airways
- Caspian Airlines
- Conviasa
- EgyptAir
- Etihad Airways
- Gulf Air
- Iran Aseman Airlines
- Iran Air
- Iraqi Airways
- Jordan Aviation
- Kish Airlines
- Kuwait Airways
- Libyan Airlines
- Mahan Air
- Saudia
- Sudan Airways
- Taban Airlines
- Tunisair
- UM Airlines
- Yemenia

## Incidents et accidents
- Le 10 novembre 1970, un Douglas DC-3 de la compagnie Saudia effectuant un vol entre l'aéroport civil d'Amman, en Jordanie, et l'Aéroport international Roi Khaled de Riyad, en Arabie saoudite, a été détourné vers l'aéroport de Damas[5].
- Le 20 août 1975, le vol 540 CSA Czech Airlines s'écrase contre une colline lors de son approche de l'aéroport. Il y a deux survivants parmi les 128 personnes à bord.
- Le 20 septembre 2012, l'Airbus A320-200 du vol RB-501 de Syrian Air à destination de Lattaquié est heurté en phase de montée au niveau de son empennage par le rotor principal d'un hélicoptère militaire. Malgré les dégâts, l’Airbus A320 réussit à regagner Damas pour atterrir en sécurité[6].

## Situation géographique

### Carte des aéroports de Syrie
| Palmyre Alep Lattaquié Damas Deir ez-Zor Kameshli |